# Epístola de Eugnostos
A Epístola de Eugnostos (ou Eugnostos, o abençoado) é um dos muitos textos Gnósticos da Biblioteca de Nag Hammadi, descoberta no Egito em 1945. A Biblioteca contém duas cópias completas deste tratado (códices III e V).
A epístola era uma convenção literária familiar na Antiguidade e não deve ser entendida como uma carta real escrita por alguém chamado Eugnostos ("pensamento correto", às vezes Eugnostus).

## Aspectos literários
Para anunciar a existência de um Deus transcendente, um Deus desconhecido de todos, incluindo os sábios deste mundo e que não seja, então, o criador do mundo, Eugnostos assume o gênero retórico da eulogia.
Usando uma linguagem entre o filosófico e o utilizado em hinos, a obra mostra o Deus transcendente que reina sobre todos, ou seja, sobre o universo espiritual. Há uma grande coerência na organização do tratado, que inicia no que está escondido e progride até o que é manifesto, e cujo princípio, recorrente entre os Gnósticos, é a necessidade de descobrir o invisível no que é visível, o que seria possível apenas através de uma revelação. Em outras palavras, somente assim se descobre a identidade deste Deus desconhecido e seu mundo espiritual.
O texto carece de qualquer tema ou associação especificamente Cristão e simplesmente descreve a cosmologia esotérica dos Gnósticos. A similaridade com a cosmologia em Sophia de Jesus Cristo (que é o texto seguinte no códice III), levou Douglas M. Parrott a concluir que o último é uma adaptação da Epístola para uma platéia Cristã.